# 姚官屯戰鬥
姚官屯戰鬥發生於1937年9月21日－25日，地點則是在中國冀東滄縣一帶。是抗日戰爭主要戰鬥之一，交戰一方為守軍之國民革命軍，另一方則為日軍。戰鬥末了，以空軍為輔助力量的日軍攻下姚官屯及滄縣。